# Gillis Gillisz. de Bergh
Pour les articles homonymes, voir Bergh (homonymie).
Gillis Gillisz. de Bergh (vers 1600 - 1669) est un peintre de Delft du siècle d'or néerlandais, qui réalisait essentiellement des portraits et des natures mortes. 

## Biographie
Le père de Gillis Gillisz. de Bergh est un fabricant de voiles de Gand, parti pour Delft vers 1590. Il est le frère du peintre d'histoire Mattheus de Bergh et avait un oncle, Daniel de Bergh, qui était orfèvre à Delft. Il devient membre de la guilde Saint Luc de Delft le 15 novembre 1624. 
Le 17 avril 1638, alors qu'il vivait au Zuideinde, il épouse Maria Moreu de l'Oude Delft (nl).

## Travail
La mairie de Maassluis présente trois portraits de groupe de la guilde des skippers et de son conseil municipal, mais il peint principalement  des natures mortes (fleurs, chasses, vanités et fruits). Ses premiers travaux montrent une relation avec ceux de Cornelis Jacobsz. Delff (nl), dont il a peut-être été élève. Dans les années 1630, son travail est influencé par Balthasar van der Ast et Jan Davidsz. de Heem. Entre 1650 et sa mort, ses peintures sont régulièrement mentionnées dans les inventaires de Delft.